# Battaglia di Vilcapugio
La battaglia di Vilcapugio fu uno scontro armato combattuto il 1º ottobre 1813 nell'ambito delle guerre d'indipendenza ispanoamericana nei pressi di Vilcapugio, in Alto Perù, tra le truppe delle Province Unite del Río de la Plata, guidate da Manuel Belgrano, e un esercito fedele all'Impero spagnolo, approntato dal viceré del Perù Abascal e condotto da Joaquín de la Pezuela.
Nonostante un iniziale vantaggio guadagnato dall'esercito di Belgrano la battaglia si risolse in una totale vittoria delle truppe realiste, che riuscirono a disperdere le formazioni indipendentiste.

## Antefatti
Dopo le vittorie di Tucumán e di Salta, Belgrano fu costretto a rimanere di fatto inattivo a San Salvador de Jujuy per quattro mesi a causa della mancanza di mezzi. Il comandante realista Goyeneche, da parte sua, si ritirò da Potosí ad Oruro, dove unì le sue truppe a quelle del generale Ramírez Orozco, costretto a ripiegare da Chuquisaca; qui decise di rassegnare le dimissioni, che furono accettate dal viceré Abascal. Dopo un breve periodo di supplenza di Ramírez, il comando dell'esercito realista fu affidato a Joaquín de la Pezuela.
Mentre Belgrano si installava a Potosí nel giugno del 1813, nel resto del territorio dell'Alto Perù si andarono affermando diverse ribellioni che finirono per minacciare le retrovie realiste; oltre a Cochabamba e Chuquisaca, che si erano alleate al governo di Buenos Aires, la popolazione di altri villaggi insorse contro i realisti, formando almeno sei sacche di resistenza chiamate republiquetas.  Al contrario di quanto eseguito dal cugino Juan José Castelli nella spedizione di due anni prima, Belgrano cercò di ingraziarsi la popolazione locale: introdusse principi di giustizia e di uguaglianza nell'amministrazione civile ed evitò di urtarne i radicati sentimenti religiosi. Nel suo progetto di riorganizzazione dell'esercito si adoperò anche al reclutamento di soldati indigeni, che, pure armati di sole fionde e macanas, ricevettero un sommario addestramento.
La presenza di una nutrita opposizione all'amministrazione coloniale spagnola spinse Belgrano a muovere contro le truppe realiste nel settembre del 1813, mentre Pezuela, convinto della superiorità numerica dell'avversario, rifiutò inizialmente di ingaggiare battaglia. Il piano del generale patriota prevedeva l'attacco frontale del suo esercito, combinato alle manovre eseguite dal cacique Baltazar Cárdenas e dal colonnello Cornelio Zelaya, che avevano il compito di sollevare gli indigeni delle retrovie e unirsi poi all'esercito delle Province Unite. Il 20 settembre, tuttavia, una guarnigione realista rimasta di guardia a Pequerque e comandata dal colonnello Saturnino Castro intercettò i 2000 indios male armati di Cárdenas facendone strage. La cattura della corrispondenza tra il cacique e Belgrano permise ai realisti di conoscere i piani dell'esercito patriota; Pezuela decise così di attaccare l'avversario prima che quest'ultimo ricevesse i 1000 soldati di cavalleria che Zelaya stava conducendo da Cochabamba.

## La battaglia
Il 1º ottobre 1813, i due eserciti si trovarono di fronte nell'altopiano di Vilcapugio, a quasi 4000 metri di altitudine. Belgrano schierò la fanteria in colonne parallele, ponendo i reparti di cavalleria sui fianchi e l'artiglieria negli spazi vuoti tra le colonne; la riserva, guidata da Gregorio Perdriel, fu dislocata sul lato sinistro dello schieramento, pochi passi dietro del Reggimento n. 8 del colonnello Benito Alvarez. L'esercito realista si presentò anch'esso sul campo di battaglia diviso in colonne parallele, con il lato sinistro, nel quale militavano il battaglione del Centro e quello dei Partidarios, più avanzato verso il nemico; la cavalleria era alternata alla fanteria e dietro era stata dislocata una forte riserva alla quale appartenevano elementi di tutte e tre le armi.
La battaglia ebbe inizio con i colpi di artiglieria dell'esercito patriota; subito dopo Belgrano ordinò un attacco alla baionetta su tutta la linea. In poco tempo la sinistra e il centro realisti furono sopraffatti dalle truppe patriote e si diedero alla fuga; mentre lo stesso Pezuela stava per considerare lo scontro già perso, però, l'ala destra realista, agli ordini di Picoaga e Olañeta resistette sulle sue posizioni, trovando un insperato supporto nell'arrivo improvviso sul campo della riserva di Saturnino Castro. Un errato segnale di battaglia portò infine al ritiro dell'ala sinistra patriota, alla quale si era aggiunta la riserva, sui monti circostanti; Pezuela poté così riorganizzare il resto delle sue truppe e lanciarle nuovamente contro il nemico, che a quel punto mise in rotta l'intero schieramento di Belgrano.
Di fronte alla sconfitta, il generale patriota ordinò al suo secondo in campo, Eustoquio Díaz Vélez, di prendere il cammino per Potosí e radunare lì ciò che rimaneva del suo esercito allo sbando, mentre lui si apprestò a raggiungere con una parte delle sue truppe Cochabamba, dove avrebbe trovato i rinforzi di Zelaya. Le perdite per Belgrano erano state altissime: 600 morti, un gran numero di prigionieri, un migliaio di fucili, tutta l'artiglieria e tutto l'equipaggiamento.

## Conseguenze
Dopo la battaglia Belgrano stabilì il suo accampamento a Macha, vicino a Chayanta, dove alle sue truppe si unirono quelle di Zelaya, che però in gran parte disertarono alla notizia della sconfitta di Vilcapugio; qui si dedicò alla riorganizzazione del suo esercito, che ricevette ulteriori rinforzi dalla popolazione locale, che aveva saputo nel frattempo ingraziarsi distribuendo le terre comuni. Prima che l'esercito patriota potesse ulteriormente rinforzarsi, però, Pezuela lo attaccò nuovamente riportando il 14 novembre una decisiva vittoria nella battaglia di Ayohuma.